# Casa de raport de pe str. București, 32 (Chișinău)
Casa de raport de pe str. București, 32 este o clădire amplasată pe str. București, 30 în Chișinău, Republica Moldova. Este un monument arhitectural de importanță națională inclus în Registrul monumentelor Republicii Moldova ocrotite de stat cu nr. 66 (municipiul Chișinău). Datează din 1899.